# Monitoreo de red
El término Monitoreo de red (Monitorización de red) describe el uso de un sistema que constantemente monitoriza una red de computadoras en busca de componentes defectuosos o lentos, para luego informar a los administradores de redes mediante correo electrónico,  mensáfono (pager) u otras alarmas. Es un subconjunto de funciones de la administración de redes.

## Monitorización de red
Mientras que un sistema de detección de intrusos monitoriza una red por amenazas del exterior (externas a la red), un sistema de monitorización de red busca problemas causados por la sobrecarga y/o fallas en los servidores, como también problemas de la infraestructura de red (u otros dispositivos).
Por ejemplo, para determinar el estatus de un servidor web un software de monitorización puede enviar, periódicamente, peticiones HTTP (Protocolo de Transferencia de Hipertexto) para obtener páginas; para un servidor de correo electrónico, enviar mensajes mediante SMTP (Protocolo de Transferencia de Correo Simple) para luego ser retirados mediante IMAP (Protocolo de Acceso a Mensajes de Internet) o POP3 (Protocolo Post Office). Comúnmente, los datos evaluados son tiempo de respuesta y estadísticas tales como consistencia y fiabilidad han ganado popularidad. Las fallas de peticiones de estado, tales como que la conexión no pudo ser establecida, el tiempo de espera agotado, entre otros, usualmente produce una acción desde el sistema de monitorización. Estas acciones pueden variar: una alarma puede ser enviada al administrador, ejecución automática de mecanismos de controles de fallas, etcétera.
La generalizada instalación de dispositivos de optimización para redes de área extensa tiene un efecto adverso en la mayoría del software de monitorización, especialmente al intentar medir el tiempo de respuesta de punto a punto de manera precisa, dado el límite visibilidad de ida y vuelta.
Monitorizar la eficiencia del estado del enlace de telecomunicaciones (subida/bajada) se denomina Medición de tráfico de red.

## Monitorización de un servidor de Internet
Monitorizar un servidor de Internet significa que el dueño de los servidores conoce si uno o todos sus servicios están caídos. La monitorización del servidor puede ser interna ( p.ej el software del servidor se verifica y notifica de los problemas al dueño) o externa. (donde se verifican los servidores manualmente). Durante la monitorización de los servidores se verifican características como el uso de CPU, uso de memoria, rendimiento de red y el espacio libre en disco e incluso las aplicaciones instaladas (como Apache, MySQL, Nginx, Postgres entre otros). Durante este proceso se verifican también los códigos HTTP enviados del servidor (definidos en la especificación HTTP RFC 2616), que suelen ser la forma más rápida de verificar el funcionamiento de los mismos.

## Ejemplos de aplicaciones utilizadas

### Paessler PRTG
Paessler PRTG es un software de monitorización alemán, multiprotocolo e unificado que se integra en redes TI, IoT e IIoT. Es compatible de fábrica con estándares y protocolos industriales comunes como: OPC UA, MQTT, MODBUS TCP y más. PRTG tiene más de 350 sensores nativos de las diferentes marcas y tecnologías existentes en el mercado. Paessler comercializa PRTG en 3 versiones. On Premise, Hosted y Enterprise para grandes infraestructuras.

### op5
op5 Monitor es un producto de software para Monitorización de redes basado en el producto de código abierto Nagios, promovido y desarrollado por op5 AB.12 op5 Monitor muestra el estado, situación y rendimiento de la red y las TI que se están monitorizando y tiene integrado el registro de los logs del sistema, op5 Logger. La empresa comercializa el software descargable que controla, visualiza y soluciona los problemas de TI recogiendo la información tanto del Hardware como del software, sea virtual y/o en los servicios basados en la nube.

### TCPDump

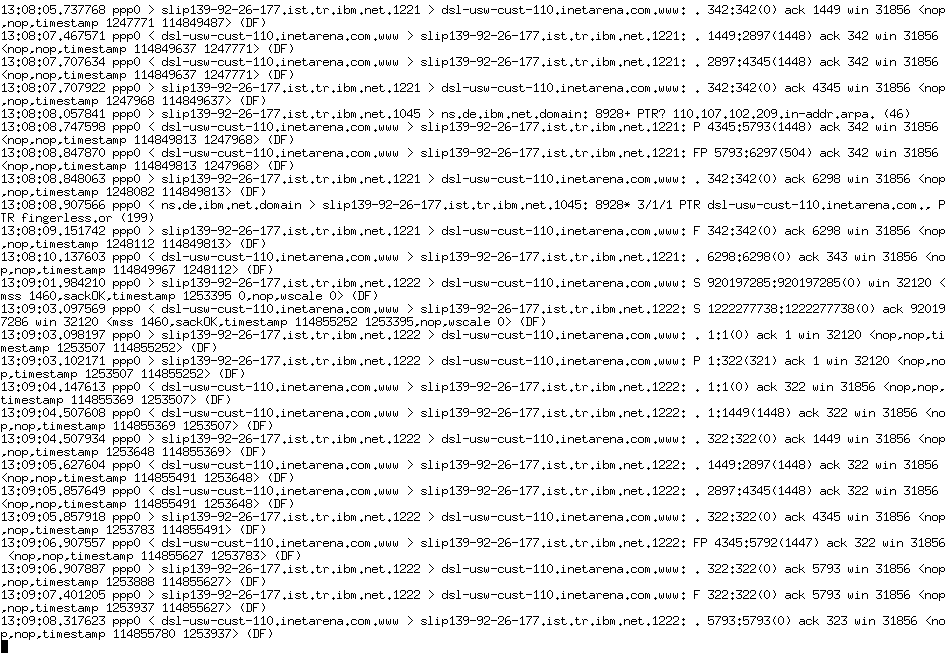
Tcpdump

Tcpdump es una excelente herramienta que nos permite monitorizar a través de la consola de Linux todos los paquetes que atraviesen la interfaz indicada. A su vez, los múltiples filtros, parámetro y opciones que tcpdump nos ofrece, nos permite infinidades de combinaciones, al punto de poder monitorizar todo el tráfico completo que pase por la interfaz, como el tráfico que ingrese de una ip, un host o una página específica, podemos solicitar el tráfico de un puerto específico o pedir a esta herramienta que muestre todos los paquetes cuyo destino sea una dirección MAC específica.

### Wireshark

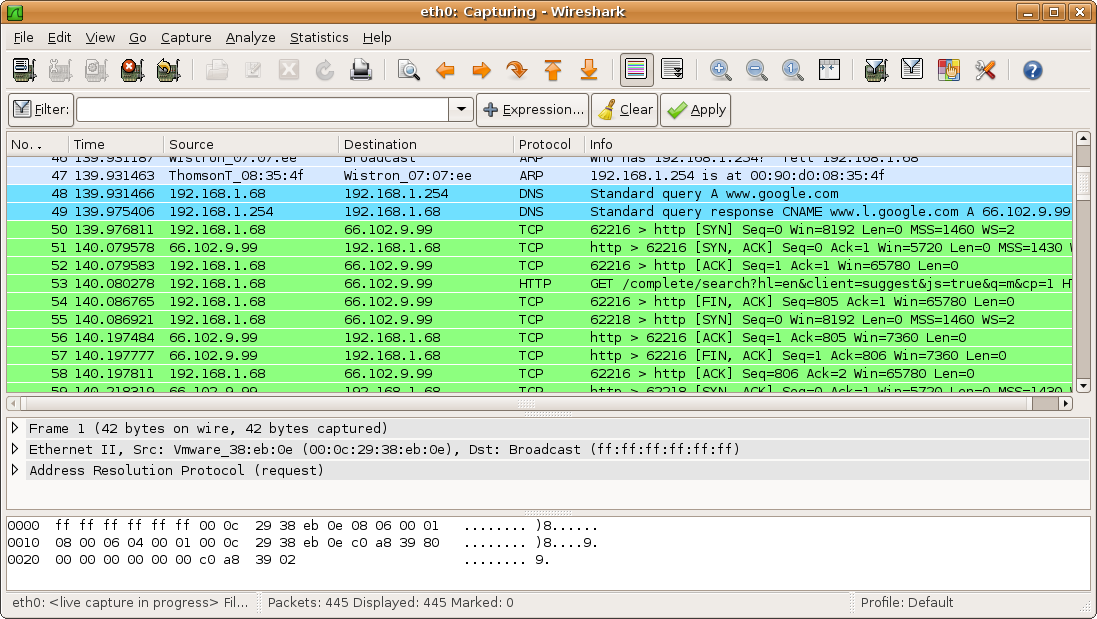
Wireshark screenshot

Wireshark es un sniffer que permite capturar tramas y paquetes que pasan a través de una interfaz de red. Cuenta con todas las características estándar de un analizador de protocolos. Posee una interfaz gráfica fácil de manejar, permite ver todo el tráfico de una red (usualmente en una red Ethernet, aunque es compatible con algunas otras).

### Hyperic
Aplicación open source que nos permite administrar infraestructuras virtuales, físicas y nube
este programa autodetecta muchas tecnologías. Cuenta con dos versiones, una open source y una
comercial
Algunas de las características de esta aplicación son:
- Optimizado para ambientes virtuales que integran vCenter y vSphere
- Construido para funcionar en 75 componentes comunes tales como: base de datos,

dispositivos de red, servidores de red, etc.
- Detecta automáticamente todos los componentes de cualquier aplicación virtualizada

### Nagios
Nagios es un sistema de monitorización que permite a cualquier empresa identificar y resolver cualquier
error crítico antes de que afecte los procesos de negocio.
Esta aplicación monitoriza toda infraestructura de la información para asegurarse de que sistemas, aplicaciones, servicios
y procesos de negocios estén funcionando correctamente. En el caso de un error la aplicación se encarga de alertar al
grupo técnico para que rápidamente resuelvan el problema sin que afecte a los usuarios finales.

### Pandora FMS
Pandora FMS es un software de monitorización que otorga a cualquier empresa la posibilidad de monitorizar en un mismo panel redes, sistemas, servidores, aplicaciones y procesos de negocio. Debido a la posibilidad de monitorización de abajo-arriba (bottom-up) de Pandora FMS, el panel de monitorización permite personalizar los accesos por rol para que cada rol vea la información que le interesa.

## Puntos a tener en cuenta a la hora de evaluar un monitor de red
A continuación se muestran las principales características que debe tenerse en cuenta a la hora de evaluar un software de monitorización de red:
- Comunicación de las alertas.
- Integraciones con servidores externos.
- Usabilidad y presentación de los datos en el panel.
- Flexibilidad a la hora de adaptarse a herramientas o software particulares.
- API de acceso desde sistemas externos.
- Detección de dispositivos de forma automática.
- Integraciones con bases de datos
- Multidispositivo
- Escalado
- Soporte del mayor número de protocolos de adquisición de datos posible
- Seguridad
- Integración con máquinas virtuales
- Integraciones hardware
- Control remoto
- Inventario de Hardware y Software
- Geolocalización
- Monitorización de la nube

## Notificación de Problemas
Debido a la importancia que representa conocer de antemano cualquier problema que exista dentro de un servidor, los sistemas suelen reportar inmediatamente de las incidencias por diferentes métodos ya sea vía correo electrónico, SMS, teléfono, fax, etc.

## Evolución y tendencias de las herramientas de monitorización de redes
Entre los retos que se presenta los ejecutivos de TI es presentar la información de su operación de manera tal que los ejecutivos de la organización disponga de elementos suficientes para reconocer y fomentar la importancia de la tecnología como un componente habilitador del negocio.
La evolución de las herramientas de monitorización también se ha ido alimentando mediante la llegada de protocolos más avanzados de visualización de tráfico como Netflow, Jflow, Cflow, sflow, IPFIX o Netstream; el propósito hoy es tener una perspectiva global del “todo” para categorizar adecuadamente los eventos que afectan el desempeño de un servicio o del proceso de negocio involucrado.
A medida que va avanzando las tecnología se ha atravesado diferentes etapas como parte de su evolución y las enumeramos de la siguiente forma:
1.ª Generación – Aplicaciones propietarias para monitorizar dispositivos activos o inactivos
La industria ha desarrollado un sinfín de herramientas para tratar de presentar los recursos de una forma amable y en tiempo real. “Ahí, donde está la caja en rojo, eso quiere decir que el ruteador está fuera de servicio, por eso no hay conexión a la planta”, esto es lo que dice el operador de la consola de monitorización al contralor que ha solicitado previamente un reporte al momento de mermas en las líneas de producción para un artículo que está por lanzarse al mercado.
Las herramientas de monitorización mostraban los elementos a través de un código universal de colores:
- En verde: todo está funcionando bien.
- En amarillo: se detectó que hay algún problema temporal que no afecta la disponibilidad, sin embargo, se deben realizar ajustes para no perder la comunicación.
- En naranja: el problema se ha hecho persistente y requiere pronta atención para evitar afectaciones a la disponibilidad.
- En rojo: el dispositivo se encuentra fuera de servicio en este momento y requiere acciones inmediatas para su restablecimiento.

2.ª Generación – Aplicaciones de análisis de parámetros de operación a profundidad
En esta generación las herramientas realizan un análisis a profundidad con el fin de poder evaluar los estados de los componentes dentro de los dispositivos (CPU, memoria, espacio de almacenamiento, paquetes enviados y recibidos, difusión amplia, multidifusión, etc.) De tal manera que permita ajustar los parámetros y evaluar los niveles de servicio del dispositivo. Este tipo de aplicaciones se apoyan en analizadores de protocolos o “sniffers” y en elementos físicos distribuidos conocidos como “probes”, cuya función es exclusivamente la de colectar estadísticas del tráfico y que son controlados típicamente desde una consola central.
3.ª Generación – Aplicaciones de análisis punta a punta con enfoque a servicio
Con mayores niveles de información sobre los dispositivos tenemos elementos adicionales de análisis, pero aún no existen suficientes parámetros para tomar decisiones. Ahora un problema es provocado por la conjunción de varios dispositivos que participan dentro de un mismo servicio. Esta generación de aplicaciones con enfoque transaccional captura ahora “flujos” de tráfico e identifica cuellos de botella y latencias a lo largo de las conexiones que existen entre los componentes de un servicio, y entrega información acerca de la salud del mismo.
Con esta generación se logra conectar todos las parte de manera más eficiente donde cada dispositivos sabe cuándo se debe informar a otro dispositivos sin afectar en las tareas que esté realizando, para no tener una sobre carga de información. De esta manera permite la tomas de decisiones con un enfoque de repercusión que se generan en los negocios.
4.ª. Generación – Personalización de indicadores de desempeño de los procesos de negocio
Llevando el crecimiento de las soluciones tecnológicas a los requerimientos de las organizaciones de hoy, llegamos a las vistas de “dashboard” que son indicadores que el cliente puede crear y personalizar de acuerdo a sus necesidades, además de poder seleccionar las variables que requiere correlacionar para mostrar de una manera gráfica a los tomadores de decisiones qué nivel de cumplimiento se está entregando en los procesos de negocio.
Dentro de esta generación de soluciones están aquellas que monitorizan el Desempeño de Aplicaciones (APM, por sus siglas en inglés), donde convergen elementos de tecnología (“Backend”) con los sistemas de los que forman parte, y estos con las aplicaciones que integran para llevar a cabo las transacciones que impulsan los procesos de negocio (“Frontend”). Esto, en otras palabras, es el análisis de punta a punta.
El potencial de estas herramientas permite tener información simultánea de:
- Predicciones de desempeño.
- Modelado de escenarios (simulación y emulación).
- Análisis y planeación de capacidad.
- Funcionalidades de ajustes a las configuraciones.
- Mediciones de impacto al negocio (calidad, salud y riesgos en los servicios prestados).
- Experiencia del usuario.

## Comparación de los Sistemas de Monitorización de Redes
La siguiente tabla compara generalmente y técnicamente información de un número de sistemas de Monitorización de Redes.
Anexo: Comparación de sistemas de monitorización de redes 